# Іфрит

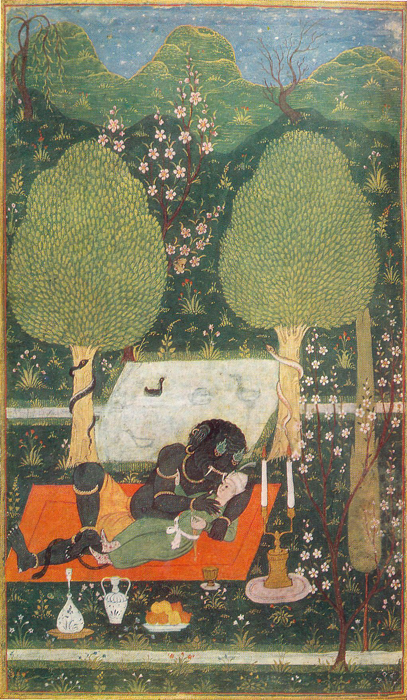
Махан в іфритових обіймах. Ілюстрація до поеми Нізамі «Хамса». Бухара, 1648 рік.

Іфри́т (араб. عفريت) — в арабській міфології і в ісламській культурі це різновид джина. Ці духи здатні завдавати людям лихо. Вирізняються своєю силою і могутністю.
В Корані згадується в одному з аятів: «Потім Сулейман [пророк Соломон] сказав: «О знатні мужі! Хто з вас принесе її [цариці Білкіс] трон, до того як вони з'являться переді мною покірними?» Якийсь Іфрит із джинів сказав: «Я принесу його тобі, ще до того як встанеш зі свого місця. Бо я в цьому сильний і гідний довіри» (27: 39).
Часто згадуються в «Тисячі і одній ночі» де мають різну зовнішність, але загалом це великі, крилаті істоти з вогню, чоловічої і жіночої статі, що можуть одружуватись і виходити заміж за людей. Їх інколи зображують з перевернутими вгору обличчями. Вони демони найнижчих шарів пекла, слугують Іблісу.
Вважається, що Сулейман умів керувати іфритами за допомогою своєї печатки (персня) зі смарагдом і з одним із імен Аллаха, вони навіть допомагали йому будувати його Єрусалимський храм і мечеть Аль-Акса. В одній із казок «Тисячі і одної ночі» він загнав іфрита в пляшку і закоркував її магічною печаткою, через що іфрит не міг вибратись на волю понад тисячу років. Як і мариди теж могли стати в'язнями якогось зачаклованого предмету. Ангели Божі вбивають іфритів вогняними зірками, якщо ті не встигли заховатись ще до оповіщення муедзинів про ранкову молитву. Інколи згадується, що іфрити теж приймали іслам і навіть допомагали людям.

## У відеоіграх
- Al-Qadim: The Genie's Curse.
- Heroes of Might and Magic III — іфрити є одним з різновидів вищих демонічних істот.
- Final Fantasy — прикликана істота Іфрит наявна в більшості ігор серії та пов'язана зі стихією вогню.
- Minecraft